# Anne-Kathrin Elbe

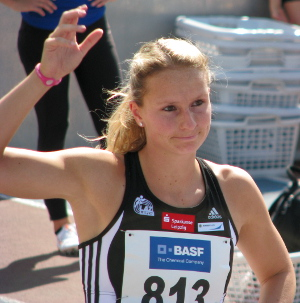
Anne-Kathrin Elbe beim Olympia-Qualifikationswettkampf 2012 in Mannheim

Anne-Kathrin Elbe (* 24. Februar 1987 in Dessau) ist eine ehemalige deutsche Leichtathletin. Ihre Spezialdisziplin war der 100-Meter-Hürdenlauf.

## Leben
Elbe startete im Lauf ihrer Karriere für den SC Magdeburg, den TSV Bayer 04 Leverkusen und das LAZ Leipzig. Bereits in jungen Jahren war sie sehr erfolgreich. Sie gewann mehrere Deutsche Meistertitel im Jugend- und Juniorenbereich.
Bei den U20-Europameisterschaften 2005 wurde sie Siebte. Zwei Jahre später gewann sie mit der deutschen 4-mal-100-Meter-Staffel (Anne-Kathrin Elbe, Verena Sailer, Mareike Peters, Anne Möllinger) bei den U23-Europameisterschaften die Silbermedaille. Mit der 4-mal-200-Meter-Staffel des TSV Bayer Leverkusen gewann Elbe bei den Hallenmeisterschaften 2008, 2009 und 2010 den Deutschen Meistertitel. Im Einzel über 100 Meter Hürden wurde sie 2009 Deutsche Juniorenmeisterin und 2011 in Kassel Deutsche Vizemeisterin. Nach anhaltenden Verletzungsproblemen beendete sie im November 2013 ihre Karriere.
2007 wurde Elbe mit der Heidi-Krieger-Medaille ausgezeichnet. Thomas Springstein hatte ihr 2003 ein Anabolikum zur Einnahme gegeben und behauptet, es handele sich um Vitamine. Ihre Aussage führte zu Springsteins Verurteilung. Elbe ist bei der Bundespolizei.

## Persönliche Bestzeiten
- 100 Meter Hürden: 13,08 Sekunden, 3. Juli 2010 in Mannheim
- 60 Meter Hürden (Halle): 8,08 Sekunden, 28. Februar 2010 in Karlsruhe